# ICC Intercontinental Cup 2006-07
L'ICC Intercontinental Cup 2006-07 è stata la terza edizione del torneo mondiale di First Class cricket per nazioni prive del test status. Si è disputata dal 22 marzo 2006 al 23 maggio 2007. Al torneo hanno preso parte otto squadre e la vittoria finale è andata per la seconda volta consecutiva alla selezione irlandese, che ha sconfitto in finale quella canadese.

## Formula
Le otto squadre partecipanti erano divise in due gironi all'italiana con partite di sola andata. Le vincenti dei due gironi si sono affrontate in finale.
Nel girone all'italiana iniziale ogni squadra poteva conquistare i seguenti punti:
- 14 punti per la vittoria
- 7 punti per il tie (pareggio perfetto)
- 6 punti per la squadra in testa al termine del primo innings
- 3 punti per il tie (pareggio perfetto) al termine del primo innings
- 3 punti per il draw (pareggio imperfetto) solo se almeno 8 ore di gioco sono state perse per le condizioni climatiche, altrimenti 0 punti
- 10 punti per una partita abbandonata senza nessuna palla lanciata

## Fase a gironi

### Gruppo A

#### Partite
| Data                         | Luogo                                                            | In battuta (nel I innings)                                     | Al lancio (nel I innings)                                  | Risultato                                    |
| ---------------------------- | ---------------------------------------------------------------- | -------------------------------------------------------------- | ---------------------------------------------------------- | -------------------------------------------- |
| 11-13 maggio 2006            | Mannofield Park Aberdeen, Scozia                                 | Namibia 168 (71.4 overs) e 127 (44.3 overs)                    | Scozia 360 (104 overs)                                     | SCO vince di un innings e 65 runs Tabellino  |
| 17-20 maggio 2006            | Clontarf Cricket Club Ground Dublino, Irlanda                    | Namibia 95 (32.5 overs) e 131 (48 overs)                       | Irlanda 173 (65.5 overs) e 56/2 (22.5 overs)               | IRL vince di 5 wickets Tabellino             |
| 17–20 agosto 2006            | Mannofield Park Aberdeen, Scozia                                 | Scozia 265 (79.2 overs) e 24/4 (12 overs)                      | Irlanda 174 (65.2 overs)                                   | Draw Tabellino                               |
| 8–11 dicembre 2006           | Wanderers Cricket Ground Windhoek, Namibia                       | Emirati Arabi Uniti 98 (36 overs) e 183 (38 overs)             | Namibia 428 (102.1 overs)                                  | NAM vince di un innings e 149 runs Tabellino |
| 31 gennaio - 3 febbraio 2007 | Sharjah Cricket Association Stadium Sharjah, Emirati Arabi Uniti | Emirati Arabi Uniti 348 (129.3 overs) e 356/8 Dec (83.1 overs) | Scozia 373 (114.3 overs) e 137/6 (45.3 overs)              | Draw Tabellino                               |
| 9–12 febbraio 2007           | Sheikh Zayed Stadium Abu Dhabi, Emirati Arabi Uniti              | Irlanda 531/5 Dec (111.2 overs)                                | Emirati Arabi Uniti 243 (88.3 overs) e 118 (48 overs) (FO) | IRL vince di un innings e 170 runs Tabellino |

#### Classifica
| Squadra             | Punti | P | W | L | D | FI |
| ------------------- | ----- | - | - | - | - | -- |
| Irlanda             | 43    | 3 | 2 | 0 | 1 | 2  |
| Scozia              | 35    | 3 | 1 | 0 | 2 | 3  |
| Namibia             | 20    | 3 | 1 | 2 | 0 | 1  |
| Emirati Arabi Uniti | 0     | 3 | 0 | 2 | 1 | 0  |

### Gruppo B

#### Partite
| Data                      | Luogo                                                   | In battuta (nel I innings)                       | Al lancio (nel I innings)                          | Risultato                        |
| ------------------------- | ------------------------------------------------------- | ------------------------------------------------ | -------------------------------------------------- | -------------------------------- |
| 29 marzo - 1 aprile 2006  | Gymkhana Club Ground Nairobi, Kenya                     | Paesi Bassi 474 (134.5 overs) e 202/5 (79 overs) | Kenya 367 (135.1 overs)                            | Draw Tabellino                   |
| 29 luglio - 1 agosto 2006 | Maple Leaf North-West Ground King City, Ontario, Canada | Canada 235 (73.3 overs) e 286 (79.5 overs)       | Kenya 231 (87.2 overs) e 265 (103.1 overs)         | CAN vince di 25 runs Tabellino   |
| 12–15 agosto 2006         | Maple Leaf North-West Ground King City, Ontario, Canada | Bermuda 334 (96.4 overs) e 310 (102.5 overs)     | Canada 588 (135.4 overs) e 60/1 (12.2 overs)       | CAN vince di 9 wickets Tabellino |
| 9–12 novembre 2006        | Gymkhana Club Ground Nairobi, Kenya                     | Bermuda 133 (59 overs) e 19/2 (16.3 overs)       | Kenya 205 (56.1 overs)                             | Draw Tabellino                   |
| 21–24 novembre 2006       | LC de Villiers Oval Pretoria, Sudafrica                 | Paesi Bassi 378 (129.1 overs) e 170/2 (43 overs) | Bermuda 620 (196 overs)                            | Draw Tabellino                   |
| 5–8 dicembre 2006         | Sinovich Park Pretoria, Sudafrica                       | Canada 103 (36.2 overs) e 485 (111.1 overs)      | Paesi Bassi 409 (101.3 overs) e 181/3 (39.3 overs) | NED vince di 7 wickets Tabellino |

#### Classifica
| Squadra     | Punti | P | W | L | D | FI |
| ----------- | ----- | - | - | - | - | -- |
| Canada      | 40    | 3 | 2 | 1 | 0 | 2  |
| Paesi Bassi | 26    | 3 | 1 | 0 | 2 | 2  |
| Kenya       | 9     | 3 | 0 | 1 | 2 | 1  |
| Bermuda     | 9     | 3 | 0 | 1 | 2 | 1  |

## Finale
| Data              | Luogo                             | In battuta (nel I innings)                | Al lancio (nel I innings) | Risultato                          |
| ----------------- | --------------------------------- | ----------------------------------------- | ------------------------- | ---------------------------------- |
| 22-25 maggio 2010 | Grace Road Leicester, Inghilterra | Canada 92 (31.4 overs) e 145 (36.5 overs) | Irlanda 352 (94.4 overs)  | IRL vince di un innings e 115 runs |